# Distrito de Uroševac
Distrito de Urosevac es un distrito de la provincia serbia de Kosovo, se localiza al sur de la provincia limitando con Macedonia del Norte, posee cuatro municipios, la capital es la ciudad de Urosevac.
El actual distrito de Urosevac formó parte del distrito de Kosovo, hoy distrito de Pristina, con los cuatro municipios que forman el distrito.

## Municipios
- Kačanik o Kacanik
- Štimlje o Stimlje
- Štrpce
- Uroševac o Ferizaji

- Datos: Q868964
- Multimedia: Ferizaj District / Q868964